# It's All There But You're Dreaming
It's All There But You're Dreaming es el título del álbum debut de la banda de rock inglesa False Heads.

## Personal
- Luke Griffiths - Voz y guitarra
- Jake Elliott - Bajo
- Barney Nash - Batería y voz

## Lista de canciones
| N.º | Título                 | Duración |  |
| 1.  | «Whatever You Please»  | 2:42     |  |
| 2.  | «Fall Around»          | 3:23     |  |
| 3.  | «Ink»                  | 3:12     |  |
| 4.  | «Twenty Nothing»       | 3:51     |  |
| 5.  | «Slew»                 | 3:43     |  |
| 6.  | «Comfort Comsuption»   | 3:35     |  |
| 7.  | «Come at the King»     | 2:50     |  |
| 8.  | «Help Yourself»        | 3:04     |  |
| 9.  | «Slease»               | 3:14     |  |
| 10. | «Steady on Your Knees» | 2:55     |  |
| 11. | «Wrap Up»              | 3:49     |  |
| 12. | «Rabbit Hole»          | 3:59     |  |